# Епифаний Монах
Епифа́ний Мона́х (греч. ᾿Επιφάνιος ὁ Μοναχός; первая половина — середина IX века) — иеромонах, византийский писатель-агиограф.

## Биография
Епифаний является автором двух сохранившихся сочинений: «Житие Богородицы» и «Житие апостола Андрея Первозванного». Биографические сведения об авторе сохранились только в этих двух произведениях.
Дата рождения Епифания неизвестна, однако об императоре Константине V Копрониме (правил в 741—775 годах) он вспоминал как о правившем в давно прошедшем времени. Епифаний Монах был насельником константинопольского монастыря, согласно заголовку «Жития Богородицы» — монастыря Каллистрата. Он был последовательным иконопочитателем и в «Житии апостола Андрея» он дважды процитировал письма Феодора Студита.
В 814 году император Никифор I начал гонение против икон (второй иконоборческий период). После чего, в 815 году, Епифаний покинул столицу и отправился в путешествие, побывав на южном, восточном и северном берегах Чёрного моря. В Никомидии, Синопе и на Боспоре Епифаний встречался со своими единомышленниками-иконопочитателями. Он побывал в Сванети и Алании, жил в Херсонесе Таврическом. В 820 году, после смерти императора Льва V, Епифаний поселился на Олимпе Вифинском, позднее уехал оттуда. После этого некоторое время провёл в Никее, ездил в Патры.

## Произведения
Направлением литературной деятельности Епифания была агиография. Он занимался агиографическими разысканиями, собирал различные источники, в том числе апокрифические. В своих сочинениях Епифаний цитировал большие фрагменты из источников. Критически относился только к апокрифам, сведения других источников, зачастую противоречивые, пытался совместить. Обращался не только к письменным источникам, но и к преданиям. Судя по тому, что в заголовке «Жития Богородицы» автор назван монахом, а в заголовке «Жития апостола Андрея» — пресвитером, второе написано позже.
«Житие Богородицы» написано на основе ранневизантийского сочинения «Слово о родстве Пресвятой Богородицы», от него сохранилось только начало; его использовали Иоанн Дамаскин и Георгий Амартол. Житие содержит родословие Марии, рассказ о Её детстве и юности, включающий описание внешности Богородицы и Её нрава; далее рассказывается об основных событиях жизни Марии: обручении с Иосифом, Благовещении, Рождестве Иисуса, бегстве в Египет. Коротко повествуется о жизни Христа: о Крещении, творимых Им чудесах; описана внешность Иисуса. Завершается Житие рассказом об Успении Богородицы, сюжет которого заимствован из апокрифических сказаний. «Житие Богородицы» Епифания было самым популярным житием Богородицы в Византии, сохранилось более 100 списков.  Один из славянских переводов опубликован в составе Великих Четьих-Миней под 8 сентября. Греческий оригинал издан в 120 томе Patrologia Graeca.
«Житие Андрея Первозванного» составлено по тому же принципу переработки древних источников, в том числе апокрифов. Относится к жанру апостольского жития. Автор использовал только последнюю, патрскую часть древних «Деяний Андрея» (II век), которая, возможно, была известна ему ещё в оригинальном виде. Маршрут путешествий апостола Андрея Епифаний выстроил заново по образцу канонических Деяний святых апостолов (3 путешествия) и на основе своей поездки по берегам Чёрного моря. Автор соединил литературные свидетельства («Список апостолов» Псевдо-Епифания, Псевдо-Климентины, Житие Панкратия Тавроменийского и др.) с местными преданиями и представил Андрея апостолом Малой Азии и Черноморского побережья. Первоначально Житие было написано как продолжение апокрифических «Деяний Андрея и Матфия», но Епифаний составил вторую редакцию «Жития апостола Андрея», добавив начало и исключив многие подробности своего путешествия. Житие оказало большее влияние на формирование образа Андрея Первозванного как апостола Византии. Легло в основу всех последующих текстов о нём Никитой Пафлагоном, Симеоном Метафрастом  и др. Издано в 120 томе Patrologia Graeca под именем автора Епифаний, инок Иерусалимский.

## Историография
Исследованием жизни Епифания Монаха занимались И. Дрезеке, В. Г. Васильевский, Ф. Дворник, Герхардт Каль (нем. Gerhard Kahl) и А. Ю. Виноградов.
И. Дрезеке опроверг отождествление В. Г. Васильевским Епифания Монаха с автором «Описания Святого Града». Время жизни Епифания Монаха впервые установил Ф. Дворник, детали его биографии — Г. Каль и А. Ю. Виноградов.

## Издания произведений
- Amaduzzi G. C. Anecdota litteraria. R., 1774. Vol. 3. P. 39—83;
- Epiphanii monachi et presbyteri, edita et inedita / cura Alberti Dressel. Parisiis; Lipsiae, 1843. P. 13—44;
- Patrologia Graeca 120. Col. 185—216;
- Великие Четьи-Минеи, собранные всероссийским митрополитом Макарием. Сентябрь, дни 1—13. — СПб., 1868. — Стб. 363—379;
- Порфирьев И. Я. Апокрифы новозаветные. — С. 96—99; 295—311;
- Франко. Апокрифы. — Т. 2. — С. 370—383.
- Kahl G. Die geographischen Angaben des Andreasbios (BHG 95b und 102): Diss. Stuttg., 1989;
- Греческие предания о св. ап. Андрее. — СПб., 2005. — Т. 1 : Жития / Изд. подгот. А. Ю. Виноградов.